# Благовештенски сабор
Благовештански сабор је био сабор Срба у Аустријском царству који је одржан 2. априла 1861. на дан црквеног празника Благовештење.

## Позадина
Након Октобарске дипломе којом је уведено уставно стање у Аустрији цар Франц Јозеф се премишља да ли се определити за централизам, дуализам или федерализам. Првобитно не дозвољава Србима да држе сабор (тј. не сазива га), већ позива патријарха да са 20 угледних људи дође у Беч да се нагоде, али Рајачић ово одбија.
Да би ублажио огорчење Срба због укидање Војводства Србије и Тамишког Баната, цар је сазвао српски сабор у Сремским Карловцима на Благовештење 1861. и дозволио му је да сме да расправља о политичким питањима. На овај начин цар је вршио притисак на Мађаре и признао Србе за народ у Угарској. Могли су му присуствовати само Срби из Угарске, тј. из дотадашње Војводине, а то је забрањено онима из Војне границе. Нико није очекивао много од оваквог ограниченог сабора, али су сви пристали на њега.

## Сабор
Сабор се састао 2. априла и окупио је најугледније представнике Срба из Угарске. Имао је 75 чланова (патријарх, 25 црквених лица + 3 епископа, остали чланови су били из редова грађанства-адвокати, лекари, инжењери, чиновници, земљопоседници и други) који су изабрани од свих Срба, јер није било времена да се утврђује имовни цензус. На овај начин изабрана је стварна српска елита, а међу њима и многи виђени интелектуалци. Конзервативна елита се сада по први пут суочила са либерално-демократским грађанством са којом је повела борбу за доминантну улогу у српском друштву. Сви су били сложни да треба добити аутономну област, али се нису слагали од кога је треба тражити. Појавило се више струја:
1. „Већина“ (патријарх Јосиф Рајачић и дворски саветник Ђорђе Стојаковић) која је настојала да српска питања реши уз помоћ владе и Цара ослањајући се на српске привилегије. Ова струја је и однела превагу, па су према њиховим стремљењима и састављени српски захтеви – очување привилегија и црквено-школске аутономије, али и повратак аутономне области са изабраним војводом; из Беча су подстицани да траже што већа права и што већу територију, али само да би се притисли Мађари – грб, застава, скупштина, српски језик као језик администрације...
2. „Мањина“ (Светозар Милетић) тражила је да Срби испуњење својих закона нађу споразумевајући се са мађарским напредним круговима и на основу њихових закона (направити мање промене у уставу из 1848) и свога природног и националног права, а не да се позивају на октроисане привилегије старе 150 година; ову струју је подржавао и кнез Михаило Обреновић који је као свог посланика у Карловце послао Јована Ристића и неки српски племићи који су били проугарски расположени; како се двор водио историјским и државним, а не природним правом, овакви захтеви су били неприхватљиво „револуционарни"; са друге стране, било је немогуће договорити се са Мађарима ако је основни захтев био Војводина, што би значило федерализацију Угарске; ипак, ово је по први пут да се српска елита одваја од Беча и царских привилегија и почетак отвореног сукоба са конзервативцима.
3. „Средина“ (Јован Суботић и Ђорђе Стратимировић) је била за то да пре опредељивања за Беч или Пешту треба склопити државноправни договор са Хрватима. па онда заједно са њима водити преговоре а у сваком случају су били за уједињење са Троједницом да би се створила једна од федералних јединица Царства.

И кнез Михаило, који је био добро упућен у односе међу Србима у Угарској, је покушао да утиче на рад Благовештенског сабора, са циљем да измири Мађаре и Србе. Желео је да они споразумно реше међусобна спорна питања, а потом да заједнички наступе против централистичких тежњи аустријске владе. Да би утицао на рад сабора, кнез је у Карловце послао Јована Ристића, са налогом да усмено изнесе његове жеље патријарху Рајачићу, коме се и писмено обратио нагласивши да никада није толико "погледао на Карловце" као сада "када се приближавао преважан тренутак у животу тамошњег народа нашег".
Када је сабор 20. априла окончао заседање, његови закључци су предати Цару преко јед депутације. Цар је при аудијенцији депутације изразио задовољство радо сабора и дао је обећање да ће захтеве испунити. Међутим, упркос датом обећању захтеви нису остварени, већ је цар заправо само тактизирао са Мађарима који су били против њих, као и Хрвати, те су ови остали неиспуњени. Решење српског питања се отегло до унедоглед. Закључци Благовештенског сабора су остали значајно упориште у утврђивању српских захтева у наредним деценијама. Управо због тога Благосвештенски сабор, као трећи по реду политички сабор Срба у Угарској, има посебно место у историји српског народа.
И у наредним годинама нередовно су одржавани црквено-народни сабори, али су само решавали питања школе и цркве.
Влахо Буковац је насликао „Благовештенски сабор” 1901. године.

## Хрватски сабор 1861.
Истовремено са Благовештенским, састао се и Хрватски сабор у који су бирани и представници Војне крајине. За 4 месеца рада донео је изузетно много закона и штошта је уредио. И овде се повело питање да ли сарађивати са Немцима или са Мађарима или пак ићи „самостално“. На крају је превагнуо став Народне странке (Јосип Јурај Штросмајер и Рачки) да се пристане на нову унију са Угарском (стара је покидана 1848) али да ова прво призна Хрватску самосталност и територијалну целовитост. Ово никада нису прихватили мађарони. Како нису хтели да пошаљу посланике на скупштину у Бечу (јер је то било противно обичајима) и Двор се окренуо против њих и почео да форсира своју струју на челу са Иваном Мажуранићем, начелником новоосноване Хрватске канцеларије у Бечу.